# 30 minuten
30 minuten was een Nederlandse satirische televisieserie, geschreven door Arjan Ederveen en geregisseerd door Pieter Kramer. Ederveen speelde zelf ook in elke aflevering een hoofdrol. Er zijn twee series van elk zeven afleveringen geproduceerd, uitgezonden door de VPRO in seizoenen 1995-1996 en 1996-1997. In 2001 werd nog een vervolg gemaakt, toen onder de titel 25 minuten.

## Concept
De reeks was bedoeld als een satire op documentaire-reeksen en reality-tv. De serie werd zo realistisch mogelijk in beeld gebracht waardoor voorbijzappende kijkers vaak dachten met een echte documentaire te maken te hebben. De reeks probeerde drama met humor te vermengen in de vorm van een mockumentary. Ederveen trachtte de personages in de reeks niet als karikaturen neer te zetten, maar als echte personen. Ederveen verklaarde over zijn acteerwerk in de reeks: "Wat ik nu doe zijn geen typetjes meer, maar reality-karakters."
Alle afleveringen staan los van elkaar, er is geen overkoepelend verhaal. De titel verwijst naar de lengte van het programma. Binnen deze periode van 30 minuten kan van alles gebeuren. De enige rode draad is Arjan Ederveen zelf als schrijver en acteur, hoewel hij steeds andere rollen vertolkte. In elke aflevering van de eerste serie komt bovendien een variatie op de zin "er was iets, maar wat er was wist ik niet, maar wel dat er iets was, alleen niet wat dat was" voor.

## Prijzen
De eerste serie won een Zilveren Nipkowschijf. De aflevering Geboren in een verkeerd lichaam werd bekroond met een Gouden Kalf.

## Afleveringen

### Serie 1
1. Vrije verstrekking, met gasten Marja Kok en Robert Springorum.
2. Fanny en Fanneke, met Joke Tjalsma en Jaap Keller.
3. Fout in '45, met Albert Mol.
4. Beyond tomorrow, met Peter Schoonheim en Patty Brard.
5. Geboren in een verkeerd lichaam, met Carla Reitsma en Fred Hekket.
6. Scenes behind the scenes, met Mariska van de Werf en Heidi Koot, commentaarstem Alfred Lagarde.
7. Daarom

### Serie 2
1. Vanwege Maartje, met Leny Breederveld en Maartje van Weegen.
2. Feliz Navidad, met Joan Nederlof, Paulus Bannink, Anna Nederlof, Maureen Teeuwen, Kim Dopheide en Ada Bouwman.
3. Rondom Ons, met Simone Kleinsma, Reinier van den Berg, Herman Brood, Peter Brusse, Wieteke van Dort, Jack van Gelder, Gordon, Hanneke Groenteman, Viola Holt, Daria Mohr, Tineke de Nooij en Bartho Braat.
4. Een zijden draad, met Henk Peters en medewerking van het Quiltersgilde.
5. Een stukje eigen ikje, met Carla Mulder, Hanny Roskamp en Hendrien Adams.
6. Kasteelroman, met Mary Dresselhuys, Anna Adam en Lieke-Rosa Altink.
7. Meneer Pastoor

### 25 Minuten
1. Club Amor
2. Als we ervoor gaan, gaan we ervoor
3. De muze van Harry M.
4. De Eugenie Groenhuyzen Show
5. Schemergeval
6. Er was eens...
7. The Making of Nina Brink the Musical

## Trivia
- In de aflevering van "Rondom Ons" kwamen veel typetjes terug van Arjan Ederveen. Zo was Peter van der Poodt te zien (Kreatief met Kurk) en ook Theo (van Theo en Thea).